# Ljusterån
Ljusterån tar sin början vid sjön Ljustern, i Säters kommun, och rinner sedan genom Säterdalen och har sitt utlopp i Dalälven, strax söder om Långhags kraftstation utanför Solvarbo. Ån är inte många km lång, men det totala avrinningsområdet är ca 120 km2. 
Sevärd är den så kallade Säterkonsten. Här driver vattenkraften från Ljusterån ett vattenhjul med tillhörande konstgång (stånggång). Den första anläggningen uppfördes 1609 för att förse Bispbergs gruva med kraft för uppfordring av malm och för vattenpumpar. Fullt utbyggd hade stånggången en längd av 2,5 kilometer och fanns i drift ända fram till 1921. Säterkonsten betraktades under 1700-talet som ett av Dalarnas sju underverk.

## Bilder

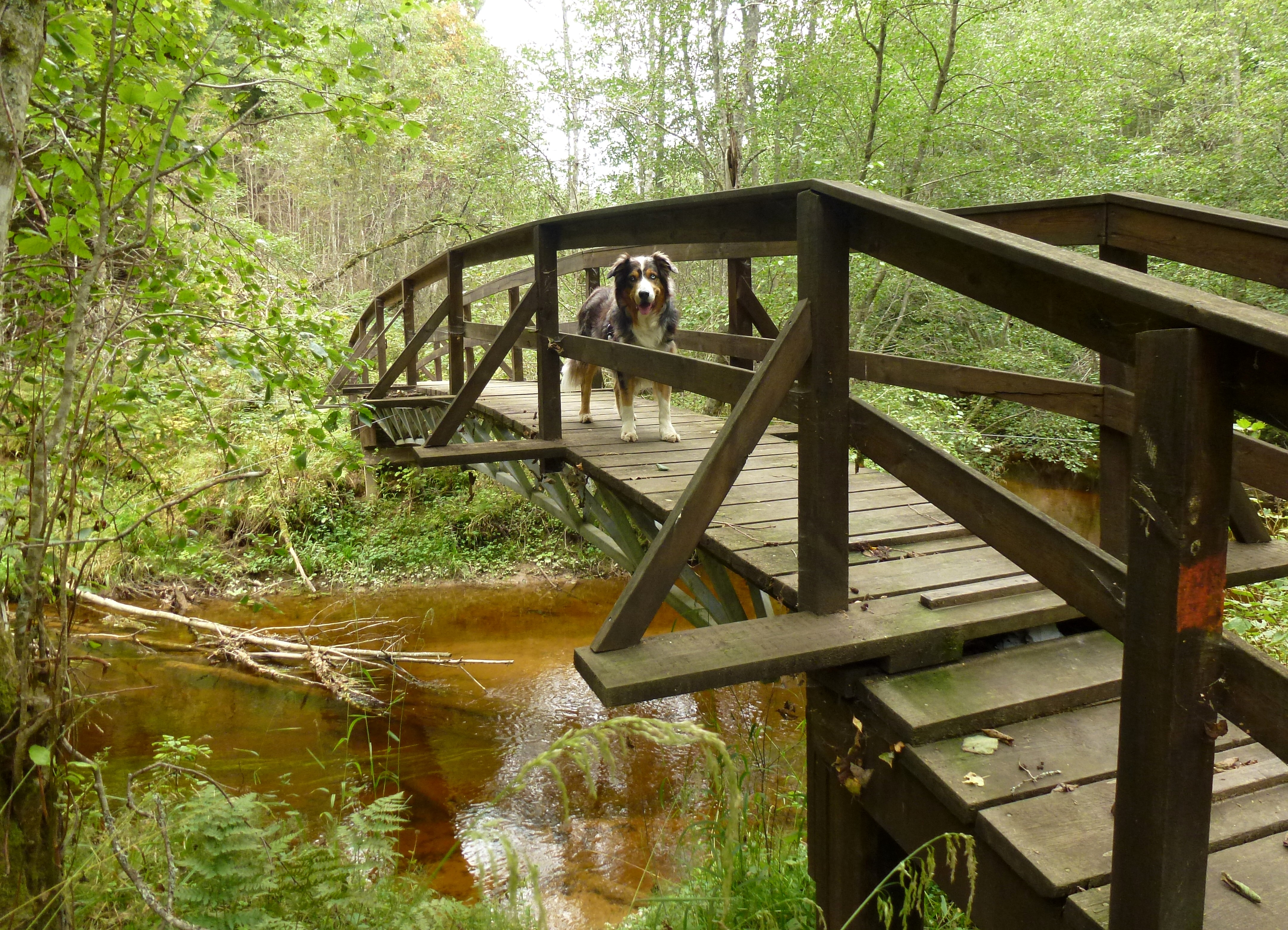
Vandringsleden längs Ljusterån
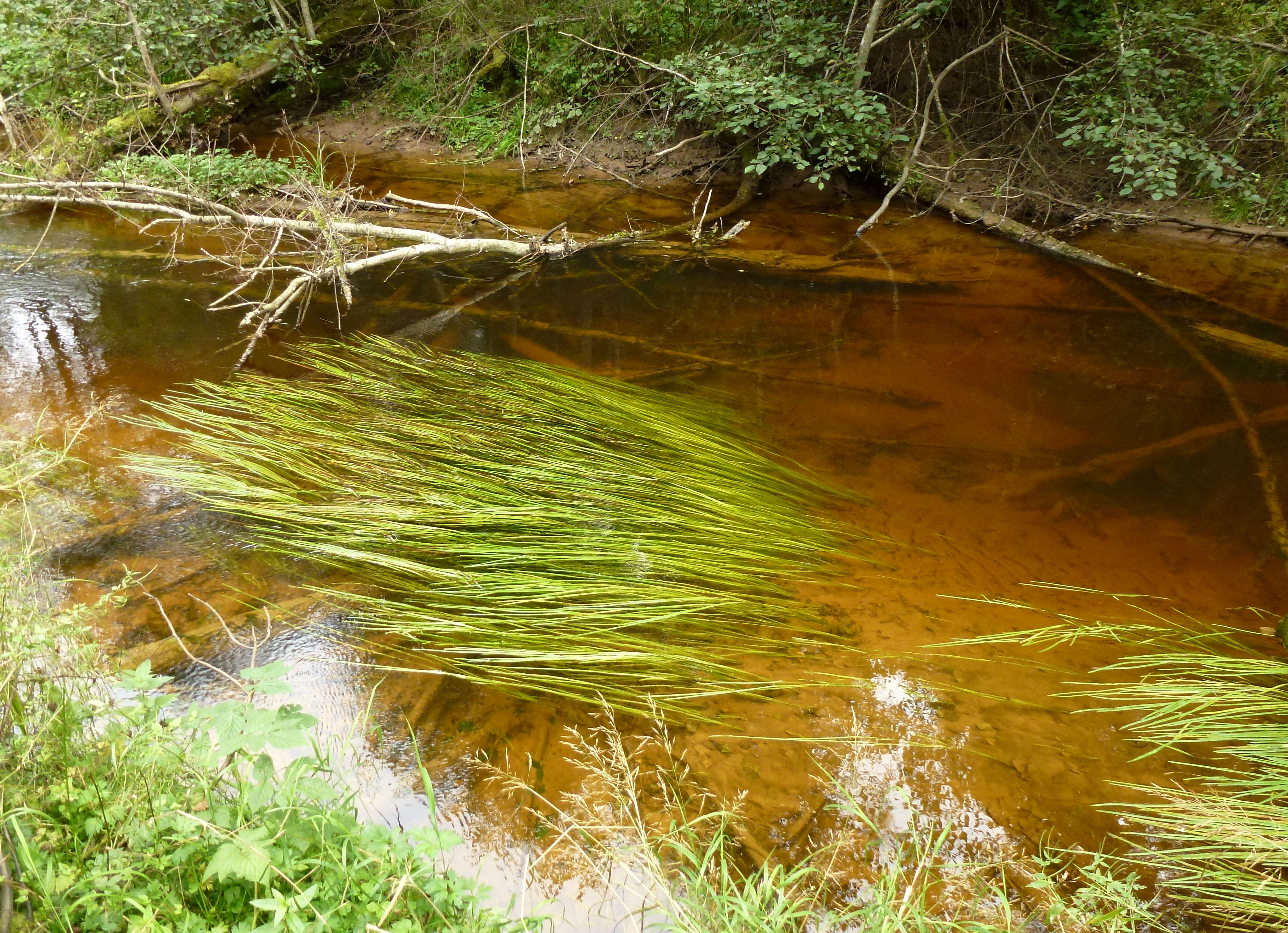
Ljusterån i september 2012
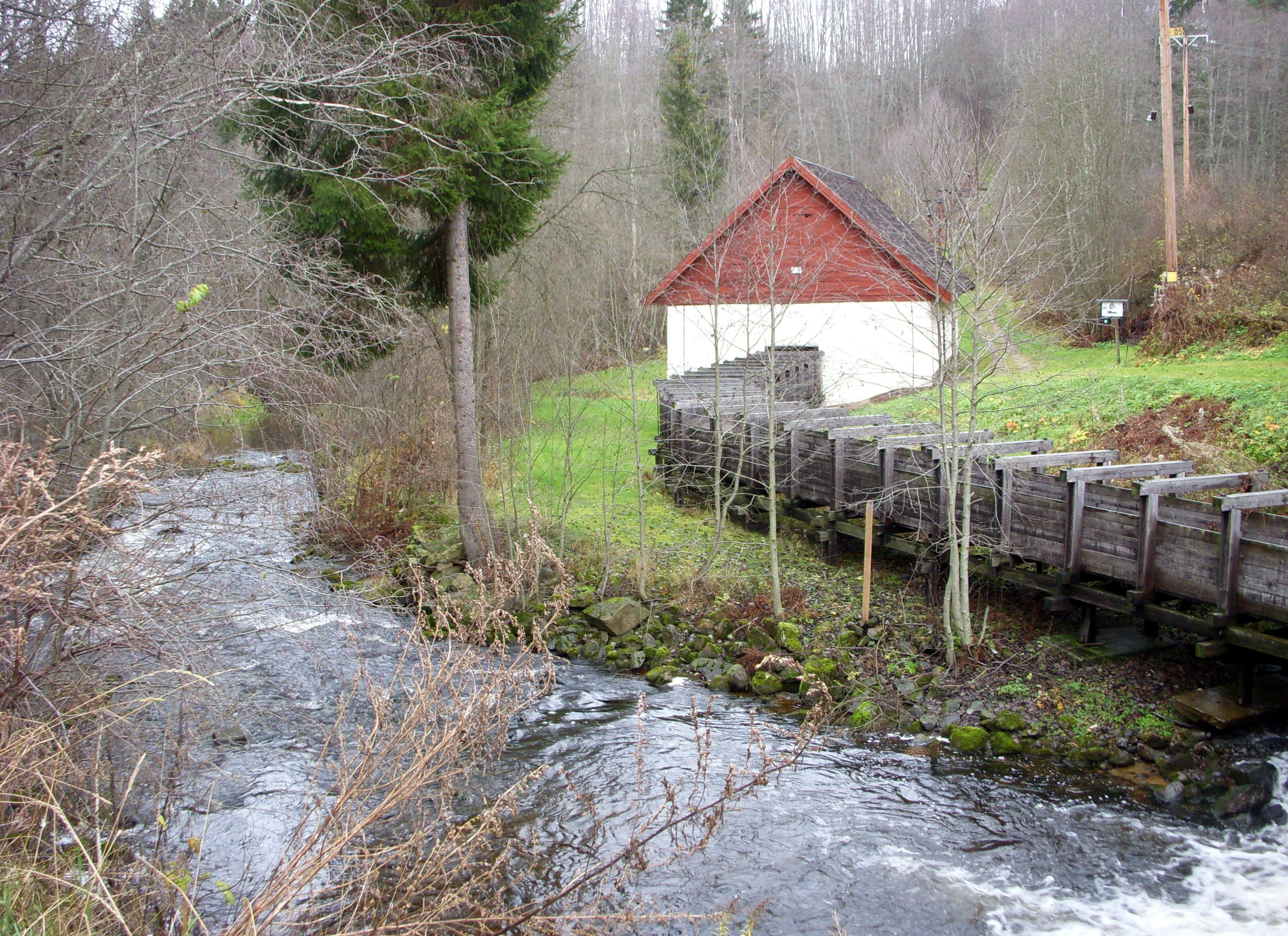
Ljusterån vid Säterkonsten
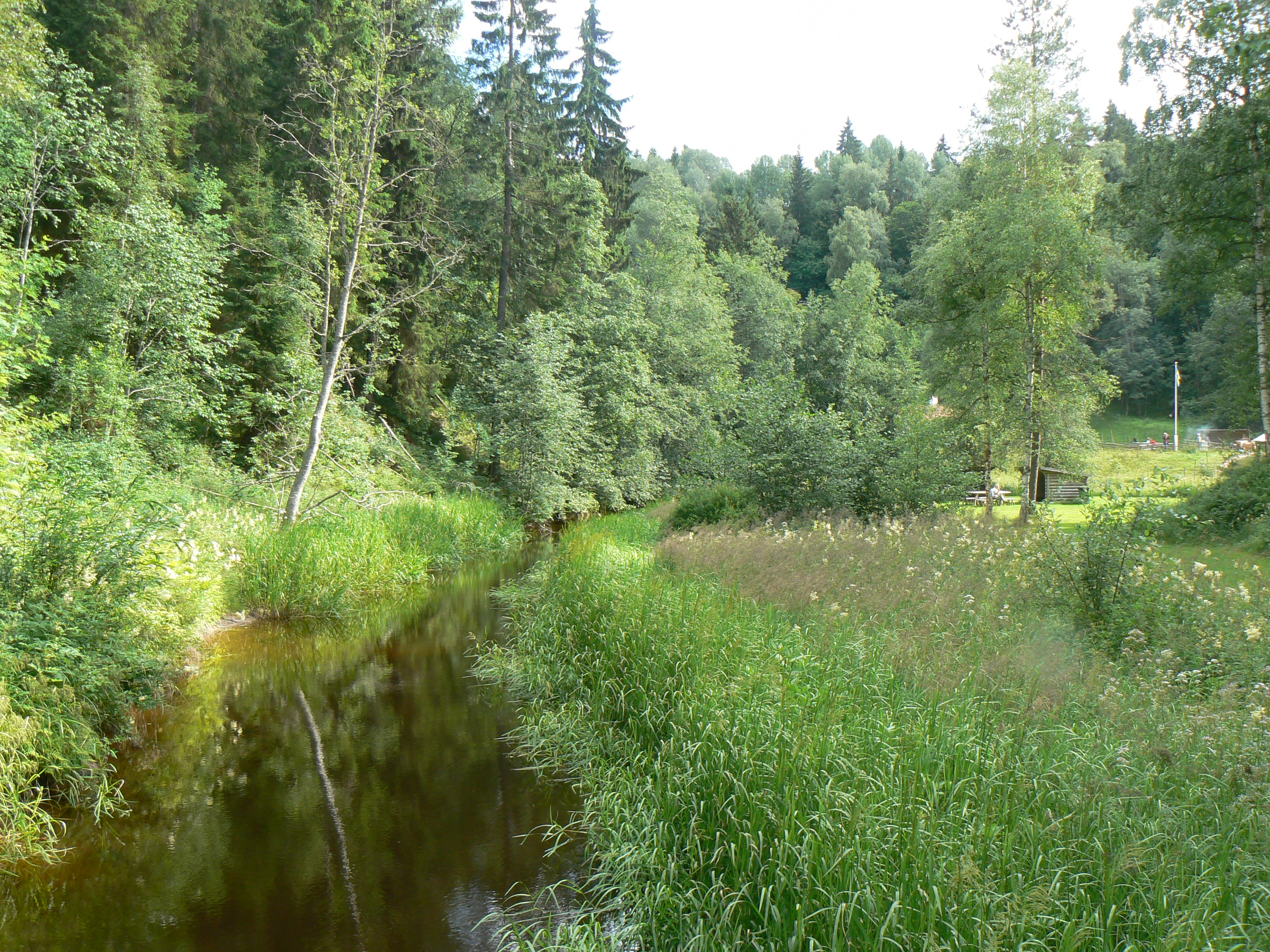
Ljusterån i Säterdalens naturreservat